# Noulda
Noulda  (ou Nouda, Nalda) est une localité du Cameroun située dans la commune de Guéré, le département du Mayo-Danay et la Région de l'Extrême-Nord, à proximité de la frontière avec le Tchad.

## Population
En 1967 la localité comptait 675 habitants, principalement Massa.
Lors du recensement de 2005, ce chiffre s'élevait à 1 369.